# Calau de Sumba
El calau de l'illa de Sumba (Rhyticeros everetti) és una espècie d'ocell de la família dels buceròtids (Bucerotidae) que habita els boscos de Sumba, a les illes Petites de la Sonda.